# Мегрелија
Мегрелија (Мингрелија; груз. სამეგრელო [samegrelo] — Самегрело) је историјска провинција на западу Грузије, пре знана и као Одиши.
Насељена је Мегрелима, етничком грузијском подгрупом.
Мегрелија граничи са одметнутом покрајином Абхазијом на северозападу, Сванетијом на северу, Имеретијом на истоку, Гуријом на југу и Црним морем на западу.
Административно, историјска покрајина Мегрелија је уклопљена са северним делом суседне планинске провинције Сванетије и чини регион Мегрелија-Горња Сванетија, са главним градом Зугдидијем.

## Историја
У античко доба, Мегрелија је била главни део Краљевства Колхиде (9—6. век п. н. е.) и Краљевства Лазике (4. век п. н. е. — 6. век н.е.) Од 11. до 15. века део је уједињеног Краљевства Грузије. Од 16. века до 1857. године, као независна кнежевина под влашћу је дома Дадијани.
У децембру 1803. године, кнежевина долази под окриље Руског царства, споразумом између руског цара и мегрелског принца Григола Дадијанија. Последњи одрасли принц, Давид Дадијани, умро је 1853. године, оставивши своју жену Екатерину, као регента свом младом сину Николају. Међутим, 1867. године, кнежевина је укинута и уграђена у Руско царство. Принц се званично одрекао права на престо 1868. године.
Од 1918. до 1921. године, Мегрелија је дио Демократеске Републике Грузије. Године 1921, Грузија је совјетизована и касније постала делом Совјетског Савеза. 9. априла 1991. Грузија је постала независна, а у њеном саставу се налази историјска покрајина Мегрелија.